# Patera de Dietrich
Dietrich Patera
Pour les articles homonymes, voir Dietrich.
La patera de Dietrich (désignation internationale : Dietrich Patera) est une patera située sur Vénus dans le quadrangle de Taussig. Elle a été nommée en référence à Marlene Dietrich (Maria Magdalena von Losch), actrice germano-américaine (1901–1992).